# Francesc Tutzó
Francesc Tutzó Bennàsar (Maó, 1940) é um empresário e político espanhol. Foi Presidente do Conselho Geral Interinsular entre 1982 e 1983, após a renúncia de seu antecessor, Jeroni Albertí, que visava concentrar seus esforços na criação de um partido regionalista com uma ideologia centrista, a futura Unió Mallorquina (UM).
Tutzó, então vice-presidente de Albertí, ficou encarregado de encerrar a longa etapa pré-autônoma da região. Durante seu mandato as Cortes Gerais aprovaram o estatuto de autonomia das Ilhas Baleares. Tutzó permaneceu no cargo até junho de 1983, quando, após as eleições autônomas daquele ano, foi formado o primeiro governo autônomo na história das Ilhas Baleares.
Em 2 de fevereiro de 2006, recebeu a Medalha de Ouro do Governo das Ilhas Baleares, junto a outros ex-presidentes regionais, por seu papel na construção e consolidação da Comunidade Autónoma das Ilhas Baleares.